# Episodi di West Wing - Tutti gli uomini del Presidente (prima stagione)
La prima stagione della serie televisiva West Wing - Tutti gli uomini del Presidente è composta da 22 episodi ed è stata trasmessa negli Stati Uniti per la prima volta dal 22 settembre 1999 al 17 maggio 2000 sul canale NBC.
In Italia è stata trasmessa dall'11 luglio 2002 al 10 gennaio 2003 su Rete 4.
La narrazione della serie non è in ordine cronologico: infatti, la prima stagione non inizia con il racconto della corsa di Josiah Bartlet verso la nomina presidenziale, ma si apre con il nuovo Governo già insediato, e alle prese con i primi problemi, tra i quali uno dei più rilevanti è capire il funzionamento del colossale apparato burocratico. Il Presidente si trova di fronte a varie crisi, internazionali, come quella che sta per portare al conflitto tra India e Pakistan per il controllo del Kashmir, o quella generata da un aereo militare che precipita in Iraq, e interne, soprattutto quella derivante da un articolo che sospetta la presenza di persone che fanno uso di sostanze stupefacenti all'interno dello staff presidenziale.
Bartlet deve anche affrontare un caso di coscienza, quando si trova di fronte al caso di un condannato a morte da graziare, e far fronte alla difficile conferma di un nuovo giudice della Corte Suprema. L'irrequieta figlia minore del Presidente, Zoey, è al centro di una rissa che scoppia in un bar, e poi l'involontaria causa dei drammatici eventi che concludono la prima serie.
Il Presidente ha infatti nominato da poco come suo assistente personale il giovane di colore Charlie Young, brillante studente universitario. Il ragazzo mostra un debole per Zoey, ricambiato dalla ragazza. Ma la storia tra i due non piace a un gruppo di fanatici razzisti, che organizzano un attentato al corteo presidenziale all'uscita di un incontro con degli studenti. La prima stagione termina con un cliffhanger: si odono i suoni degli spari durante l'attentato senza sapere qual è la sorte dei protagonisti.
| nº | Titolo originale               | Titolo italiano              | Prima TV USA      | Prima TV Italia   |
| -- | ------------------------------ | ---------------------------- | ----------------- | ----------------- |
| 1  | Pilot                          | Sbarco imminente             | 22 settembre 1999 | 11 luglio 2002    |
| 2  | Post Hoc, Ergo Propter Hoc     | Il capitano Tolliver         | 29 settembre 1999 | 11 luglio 2002    |
| 3  | A Proportional Response        | Scandalo in vista            | 6 ottobre 1999    | 19 luglio 2002    |
| 4  | Five Votes Down                | Cinque voti in meno          | 13 ottobre 1999   | 2 agosto 2002     |
| 5  | The Crackpots and These Women  | Attacco nucleare             | 20 ottobre 1999   | 9 agosto 2002     |
| 6  | Mr. Willis of Ohio             | Una persona speciale         | 3 novembre 1999   | 16 agosto 2002    |
| 7  | The State Dinner               | La cena di Stato             | 10 novembre 1999  | 23 agosto 2002    |
| 8  | Enemies                        | Nemici                       | 17 novembre 1999  | 30 agosto 2002    |
| 9  | The Short List                 | Il candidato                 | 24 novembre 1999  | 6 settembre 2002  |
| 10 | In Excelsis Deo                | Buon Natale, Presidente!     | 15 dicembre 1999  | 13 settembre 2002 |
| 11 | Lord John Marbury              | L'ambasciatore in Pakistan   | 5 gennaio 2000    | 20 settembre 2002 |
| 12 | He Shall, From Time to Time    | Solidarietà                  | 12 gennaio 2000   | 27 settembre 2002 |
| 13 | Take Out the Trash Day         | Il giorno delle pulizie      | 26 gennaio 2000   | 4 ottobre 2002    |
| 14 | Take This Sabbath Day          | La coscienza del Presidente  | 9 febbraio 2000   | 18 ottobre 2002   |
| 15 | Celestial Navigation           | Questioni razziali           | 16 febbraio 2000  | 25 ottobre 2002   |
| 16 | 20 Hours in L.A.               | Nessun ricatto               | 23 febbraio 2000  | 1º novembre 2002  |
| 17 | The White House Pro-Am         | L'emendamento                | 22 marzo 2000     | 8 novembre 2002   |
| 18 | Six Meetings Before Lunch      | Sei riunioni prima di pranzo | 5 aprile 2000     | 14 dicembre 2002  |
| 19 | Let Bartlet Be Bartlet         | Un documento compromettente  | 26 aprile 2000    | 20 dicembre 2002  |
| 20 | Mandatory Minimus              | Il minimo della pena         | 3 maggio 2000     | 28 dicembre 2002  |
| 21 | Lies, Damn Lies and Statistics | Foto pericolosa              | 10 maggio 2000    | 3 gennaio 2003    |
| 22 | What Kind of Day Has It Been?  | L'attentato                  | 17 maggio 2000    | 10 gennaio 2003   |

## Sbarco imminente
- Titolo originale: Pilot
- Diretto da: Thomas Schlamme
- Scritto da: Aaron Sorkin

### Trama
Durante un dibattito televisivo Josh Lyman non riesce a trattenersi dal replicare con sarcasmo alla detestata interlocutrice, Mary Marsh, una delle più agguerrite rappresentanti della Destra cristiana. La soluzione più semplice per impedire che l'accaduto comprometta i delicati rapporti intrattenuti dal governo con queste organizzazioni religiose attraverso la mediazione del loro più autorevole esponente, il Reverendo Al Caldwell, sembra essere il licenziamento di Josh. Toby Ziegler tenta di salvargli il posto e soprattutto di ricomporre la situazione in modo indolore, organizzando un incontro tra le parti alla Casa Bianca, che si rivela però un fallimento, perché Mary Marsh accoglie di malagrazia le scuse di Josh, con un accenno agli "ebrei newyorkesi" che punge sul vivo Toby, e chiede un imprevisto "risarcimento". La crisi è risolta dalla provvidenziale apparizione dello zoppicante Presidente Bartlet, reduce da un piccolo incidente di bicicletta, il quale non solo non è disposto ad accogliere alcuna richiesta, ma intima al Reverendo Caldwell di condannare pubblicamente una delle organizzazioni più estremiste, gli Agnelli di Dio, che in seguito ad un'intervista della sua nipotina dodicenne Annie ad una rivista per teenager le hanno recapitato una bambola con un coltello piantato in gola. 
Sam Seaborn trascorre una notte con Laurie, conosciuta casualmente in un bar, che l'indomani, a causa di un involontario scambio di cercapersone, scopre essere una ragazza squillo. Ma la sua giornata è destinata perfino a peggiorare quando, costretto a fare da guida ad un classe elementare in una visita alla Casa Bianca, fa una pessima figura per la sua impreparazione con la maestra accompagnatrice, Mallory O'Brien, che scopre essere la figlia del suo capo, Leo McGarry.
Oltre un migliaio di cubani tenta di raggiungere Miami su imbarcazioni improvvisate, ponendo la difficile scelta sull'approccio da adottare, tra respingimento e accoglienza, con la prospettiva di alienarsi parte dell'elettorato della Florida. La situazione precipita quando una tempesta colpisce la flottiglia, disperdendola: circa duecento esuli raggiungono le coste americane e chiedono asilo politico.
- Altri interpreti: Annie Corley (Mary Marsh), Lisa Edelstein (Laurie Rollins), Allison Smith (Mallory O'Brien), Marc Grapey (Billy), F. William Parker (Reverendo Al Caldwell), David Sage (John Van Dyke)

## Il capitano Tolliver
- Titolo originale: Post Hoc, Ergo Propter Hoc
- Diretto da: Thomas Schlamme
- Scritto da: Aaron Sorkin

### Trama
Sam, senza saperlo e senza aver pagato, ha passato la notte con Laurie, una squillo di alto bordo, e ora si trova in imbarazzo con l'amministrazione e i colleghi perché tenuto ad informare il fatto. Il capitano Tolliver, medico personale del Presidente Bartlet e divenuto padre da poco, parte per una breve missione in Giordania, ma dei terroristi siriani abbattono l'aereo provocando la sua morte e la morte di tutti gli altri passeggeri, scatenando così la reazione militare della Casa Bianca. Il vicepresidente Hoynes rilascia una dichiarazione che mette in imbarazzo l'amministrazione, facendo intendere che ci siano dei dissapori interni: CJ tenta di porre rimedio parlandone con Hoynes, che la liquida con sufficienza. Leo allora interviene minacciando politicamente l'uomo e ricordandogli che la sua fedeltà va all'amministrazione del presieduta da Bartlet.
- Altri interpreti: Ruben Santiago-Hudson (Morris Tolliver), Lisa Edelstein (Laurie Rollins), John Bedford Lloyd (Lloyd Russell), Tim Matheson (Vice Presidente John Hoynes)

## Scandalo in vista
- Titolo originale: A Proportional Response
- Diretto da: Marc Buckland
- Scritto da: Aaron Sorkin

### Trama
CJ riceve una soffiata da un giornalista accreditato alla Casa Bianca che Sam è stato visto in giro con una escort e si prepara a contenere lo scandalo, nonostante abbia avuto un'accesa discussione con Sam stesso e durante il quale sono volate parole offensive da entrambe le parti. Il Presidente Bartlet, alle prese con il primo ordine che porterebbe ad una rappresaglia militare in seguito all'abbattimento dell'aereo in cui hanno perso la vita alcuni cittadini americani (tra cui il suo medico personale), vorrebbe dare una risposta forte in modo da scoraggiare altri attacchi terroristici, ma si scontra con lo Stato maggiore, con i suoi consiglieri e con Leo, che gli consigliano di fare come si è sempre fatto: colpire obiettivi militari in modo proporzionale all'offesa subìta. Alla fine Bartlet acconsente e ordina l'attacco. Intanto Josh conosce Charles Young (Dulè Hill), un giovane di colore che si è presentato per un posto di fattorino e gli propone di assumere il ruolo di segretario privato del Presidente.
- Altri interpreti: Dulé Hill

## Cinque voti in meno
- Titolo originale: Five Votes Down
- Diretto da: Michael Lehmann
- Scritto da: Lawrence O'Donnell Jr.	e Patrick Caddell (soggetto), Aaron Sorkin (sceneggiatura)

### Trama
La coalizione politica del Presidente si ritrova, a 48 ore dall'approvazione di una legge che regola la vendita delle armi, con cinque voti in meno e parte la ricerca dei voti mancanti: per farlo dovranno ricorrere all'influenza politica del vicepresidente. Per una legge sulla trasparenza, vengono pubblicati i documenti patrimoniali dei componenti dello staff del Presidente: Toby rischia di trovarsi nei guai a causa di alcune azioni che ha comprato e che si sono moltiplicate moltissimo nel valore appena acquistate. Leo viene lasciato dalla moglie, stanca del fatto che il loro matrimonio venga sempre dopo il suo lavoro. Il vicepresidente chiede a Leo se vuole partecipare a riunioni degli alcolisti anonimi che si tengono, riservatissime, all'interno della Casa Bianca. Il vicepresidente convince gli indecisi ad approvare la legge, ma lo fa per tornaconto personale perché mira alla presidenza.
- Altri interpreti: Michael McGuire (deputato Cal Tillinghouse), Thom Barry (deputato Mark Richardson), Jay Underwood (deputato Christopher Wick)

## Attacco nucleare
- Titolo originale: The Crackpots and These Women
- Diretto da: Anthony Drazan
- Scritto da: Aaron Sorkin

### Trama
Lo staff della Casa Bianca sta preparando il Presidente a un'intervista in cui verranno affrontati alcuni temi importanti come l'economia e la vendita delle armi. Josh riceve le istruzioni su dove deve andare in caso di attacco nucleare e rimane scosso dal fatto che il suo staff e i suoi colleghi non avrebbero un rifugio sicuro, al contrario di lui; in preda al malessere, arriva a rivolgersi al suo psicologo: durante la seduta si apprende che la sorella maggiore di Josh morì durante un incendio mentre Josh si è salvato perché è scappato, cosa per cui si sente ancora in colpa. Lo staff intanto affronta come sia possibile ricevere finanziamenti da Hollywood e allo stesso tempo come censurare l'industria del cinema riguardo alle scene di violenza. Zoey, la figlia minore del Presidente, torna in città per visitare gli alloggi dell'università di Georgetown, che frequenterà a breve. Toby è tormentato dalla scoperta di essere stato la seconda scelta del Presidente per il suo incarico.
- Altri interpreti: Sam Lloyd (Bob Engler), Juwan Howard (Mr. Grant), Elisabeth Moss (Zoey Bartlet)

## Una persona speciale
- Titolo originale: Mr. Willis of Ohio
- Diretto da: Christopher Misiano
- Scritto da: Aaron Sorkin

### Trama
CJ chiede a Sam un aiuto per comprendere le leggi del censimento, poiché ne dovrà parlare in conferenza stampa. Intanto lo staff analizza gli stanziamenti in bilancio per decidere quanto destinare a chi. Una donna mentalmente instabile viola il perimetro della Casa Bianca perché voleva uccidere Zoey. Leo informa Bartlet che lui e sua moglie stanno divorziando. Josh invita Charlie, Zoey, CJ, Sam e Mallory a bere qualcosa; la serata degenera perché tre ubriachi molestano Zoey, e Josh fa intervenire i servizi segreti per farli arrestare. Ne consegue un litigio tra padre e figlia perché a Zoey vanno strette le limitazioni che subisce: Bartlet le spiega che lei può essere obiettivo di terroristi e malintenzionati per arrivare a ricattare politicamente il Presidente e la ragazza comprende le motivazioni del padre.
- Altri interpreti: Al Fann (Joe Willis), Charley Lang (deputato Skinner), Kenneth Tigar (deputato Gladman)

## La cena di Stato
- Titolo originale: The State Dinner
- Diretto da: Thomas Schlamme
- Scritto da: Aaron Sorkin e Paul Redford

### Trama
Inizia un'altra lunga giornata nell'Ala Ovest: sta per iniziare uno sciopero dei camionisti che deve essere scongiurato dall'amministrazione, un uragano sta per abbattersi sulla Georgia e va seguito per proclamare eventualmente lo stato di emergenza, seguaci di una setta si sono barricati e stanno per essere attaccati dall'FBI con conseguente bomba mediatica e una cena di Stato con il presidente dell'Indonesia è imminente. Mandy convince il Presidente a intraprendere una negoziazione per liberare gli ostaggi della setta, mentre Charlie è preoccupato per i suoi nonni che vivono in Georgia e che non riesce a contattare. Un importante finanziatore del partito si presenta alla cena di Stato con Laurie; l'uragano devia dalla Georgia risparmiando i nonni di Charlie, ma finisce sulla linea di tiro di una nave militare americana al largo dell'Atlantico. Toby chiede al consigliere del presidente indonesiano di liberare un suo amico detenuto ma il consigliere, offeso dal discorso poco lusinghiero del presidente americano, lo manda al diavolo. Bartlet viene messo in comunicazione con una delle navi in difficoltà con l'uragano in una drammatica trasmissione radio.
- Altri interpreti: Lisa Edelstein (Laurie Rollins), Stockard Channing (Abigail "Abbey" Bartlet, first lady)

## Nemici
- Titolo originale: Enemies
- Diretto da: Alan Taylor
- Scritto da: Rick Cleveland, Lawrence O'Donnell Jr. e Patrick Caddell (soggetto), Ron Osborn e Jeff Reno (sceneggiatura)

### Trama
Il Presidente, durante un consiglio di gabinetto, umilia sottilmente il Vice Presidente. La notizia inizia a girare nell'Ala Ovest e arriva alle orecchie di Danny Concannon, giornalista accreditato alla Casa Bianca, che inizia a fare domande: toccherà a CJ disinnescare la bomba. Mallory, la figlia di Leo, chiede a Sam di andare all'opera con lei e Sam chiede il permesso a Leo, che acconsente ma poi lo boicotta affibbiandogli un discorso da scrivere all'ultimo momento. Il Presidente e il suo staff lavorano per far approvare la legge finanziaria tra mille difficoltà dovute alle lobby ambientaliste e ai finanziatori che desiderano sfruttare alcuni terreni. CJ convince Danny a non scrivere l'articolo sullo screzio tra Bartlet e Hoynes. Hoynes affronta Bartlet, che gli rinfaccia di essersi fatto pregare per accettare la carica di vice, mettendo in imbarazzo il partito. Josh risolve il problema con gli ambientalisti ricordando al Presidente che può dichiarare una zona "parco naturale". Il titolo della puntata si riferisce ad una riflessione che Josh fa a Bartlet: che prima che quest'ultimo diventasse presidente non parlavano così spesso dei loro nemici.
- Altri interpreti: Tim Matheson (Vice Presidente Hoynes)

## Il candidato
- Titolo originale: The Short List
- Diretto da: Bill D'Elia
- Scritto da: Aaron Sorkin e Dee Dee Myers (soggetto), Aaron Sorkin e Patrick Caddell (sceneggiatura)

### Trama
Lo staff dell'Ala Ovest sta lavorando per preparare la nomina alla Corte Suprema del giudice Harrison, nomina fortemente voluta da Bartlet, ma il giudice Crouch, anziano e autorevole membro della Corte, critica il Presidente perché la sua è una scelta politicamente poco coraggiosa poiché, secondo lui, sarebbe meglio l'ispanico Mendoza. Intanto il membro del Congresso Lillienfield indice una conferenza stampa in cui dichiara che un membro su 3 dello staff della Casa Bianca fa uso di droghe, scatenando una bufera mediatica. Sam Seaborn riceve informazioni anonime in cui si dichiara che Harrison ha scritto un articolo ai tempi dell'università in cui afferma che la privacy non è un diritto sancito dalla Costituzione. Josh capisce che la sparata di Lillienfield mira a Leo McGarry, che in passato è stato ricoverato per dipendenza da psicofarmaci. Dopo un estenuante colloquio sia con Harrison che con Mendoza, il Presidente sceglie quest'ultimo come Giudice alla Corte Suprema.
- Altri interpreti: Ken Howard (Giudice Peyton Cabot Harrison), Edward James Olmos (Giudice Mendoza)

## Buon Natale, Presidente!
- Titolo originale: In Excelsis Deo
- Diretto da: Alex Graves
- Scritto da: Aaron Sorkin e Rick Cleveland

### Trama
La narrazione inizia il 23 dicembre 1999. Toby viene chiamato dalla polizia perché viene rinvenuto un suo biglietto da visita addosso ad un senzatetto morto; Toby spiega che aveva regalato in beneficenza il suo cappotto, nel quale aveva scordato un biglietto. Josh vuole parare il colpo mediatico riguardo alla ex-dipendenza da farmaci di Leo e vorrebbe parlare con Laurie, la escort amica di Sam, per sapere se ha pettegolezzi piccanti con cui tenere a bada Lillienfield. Leo vuole rivedere la legge sulle intolleranze a causa dell'aggressione da parte di alcuni ragazzini a Lovell Lydell, un ragazzo gay, che morirà in seguito alle percosse. Toby, da un tatuaggio sul cadavere del senzatetto, capisce che è un veterano della guerra di Corea e si occupa di cercare i suoi parenti ancora in vita. Mrs. Landingham rivela a Charlie che i suoi due figli sono rimasti uccisi durante la guerra del Vietnam alla vigilia di Natale. Danny insiste a corteggiare CJ, che gli illustra tutti i motivi per cui non possono frequentarsi. Josh e Sam vanno da Laurie, che si infuria con loro, e Leo, quando lo sa, si infuria anche di più.
- Altri interpreti: Lisa Edelstein (Laurie Rollins)

## L'ambasciatore in Pakistan
- Titolo originale: Lord John Marbury
- Diretto da: Kevin Rodney Sullivan
- Scritto da: Patrick Caddell e Lawrence O'Donnell Jr. (soggetto), Aaron Sorkin e Patrick Caddell (sceneggiatura)

### Trama
Altra giornata pesante nell'Ala Ovest: l'esercito indiano ha invaso il territorio del Kashmir, Mandy chiede il permesso, che le viene rifiutato, di lavorare per un repubblicano e Josh riceve un mandato di comparizione a causa dell'indagine interna che ha condotto su chi fa uso di droghe; CJ fa una figuraccia con la stampa perché all'oscuro delle manovre militari indiane. Il Presidente e il suo staff lavorano per scongiurare politicamente e militarmente la crisi nel Kashmir e convocano Lord Marbury, eccentrico esperto di questioni indiane perché ex-ambasciatore. L'ambasciatore cinese intanto informa la Casa Bianca dell'intenzione del suo Paese di non voler stare a guardare. Viene ricevuto anche l'ambasciatore pakistano, e anche lui riferisce l'intenzione del Pakistan di difendersi dall'invasione indiana; naturalmente stessa reazione da parte dell'ambasciatore indiano. L'udienza di Josh va male, in parte a causa del pregiudizio politico di colui che conduce l'interrogatorio. Charlie chiede il permesso di uscire con Zoey a Bartlet, che lo redarguisce sul fatto che potrebbe diventare bersaglio dei razzisti.
- Altri interpreti: John Amos (Ammiraglio Percy Fitzwallace), Roger Rees (Lord John Marbury), Erick Avari (Ambasciatore del Pakistan), Iqbal Theba (Ambasciatore indiano)

## Solidarietà
- Titolo originale: He Shall, From Time to Time
- Diretto da: Arlene Sanford
- Scritto da: Aaron Sorkin

### Trama
Lo staff della Casa Bianca sta preparando il Presidente al discorso sullo stato dell'Unione e intanto si preoccupa per il fatto che Bartlet ha preso l'influenza e sta piuttosto male. Continua la crisi tra India e Pakistan e il caso di Leo McGarry sta per arrivare su tutti i giornali, motivo per cui CJ e Sam lo preparano per parlare con la stampa. Sam, disobbedendo a Leo, prepara e divulga una dichiarazione di solidarietà da parte del Presidente. Leo chiede a Abbey Bartlet perché è così preoccupata per la salute del Presidente e lei confessa che ha la sclerosi multipla; Leo affronta l'amico rimproverandolo di averglielo tenuto nascosto. Lord Marbury suggerisce al Presidente di sovvenzionare infrastrutture per l'industria informatica in India in cambio della loro ritirata dal Kashmir. La storia tra CJ e Danny sembra essere arrivata ad un punto di svolta.
- Altri interpreti: John Amos (Ammiraglio Percy Fitzwallace), Stockard Channing (Abbey Bartlet, first lady), Roger Rees (Lord John Marbury), Harry Groener (Ministro dell'Agricoltura Roger Tribbey)

## Il giorno delle pulizie
- Titolo originale: Take Out the Trash Day
- Diretto da: Ken Olin
- Scritto da: Aaron Sorkin

### Trama
Il titolo si riferisce all'abitudine dello staff di dare le piccole notizie spiacevoli il venerdì, così i giornalisti hanno poco spazio per metterle tutte in rilievo, senza contare che il sabato i giornali vengono letti di meno. CJ deve disinnescare uno scandalo legato a un assistente del Vice Presidente che ha usato un elicottero della Marina per andare a giocare a golf. Josh e Sam incontrano i Repubblicani per capire come evitare un'udienza atta a stabilire se lo staff dell'Ala Ovest abbia coperto dei crimini per evitare di mettere in imbarazzo Leo McGarry, mentre Leo riceve dal (falso) amico Simon Blye la notizia che sta per uscire un altro articolo imbarazzante su di lui di cui lo stesso Blye è il fautore. CJ incontra i signori Lydell, arrivati a Washington per la firma sulla legge per le intolleranze e il padre rivela che si vergogna del Governo, che secondo lui ha la colpa di non approvare leggi che diano più libertà agli omosessuali, come le adozioni e l'ammissione dei gay nell'esercito. Sam trova e licenzia la ragazza responsabile di aver fatto la soffiata su Leo, Karen. Dopo averle parlato, Leo la riassume.
- Altri interpreti: Dakin Matthews (Simon Blye), Liza Weil (Karen Larson)

## La coscienza del Presidente
- Titolo originale: Take This Sabbath Day
- Diretto da: Thomas Schlamme
- Scritto da: Lawrence O'Donnell Jr., Paul Redford e Aaron Sorkin (soggetto), Aaron Sorkin (sceneggiatura)

### Trama
È venerdì sera e tutti si preparano ad un fine settimana di riposo, che però non arriverà: l'avvocato Bobby Zane telefona all'amico Sam Seaborn affinché interceda presso il Presidente per far ottenere la grazia dalla pena di morte a un suo assistito. Joy Lucas gestisce la campagna elettorale di un politico democratico per un seggio in California e incontra Josh per parlarne. Il Presidente ha un dilemma se concedere la grazia o meno, e chiede un po' a tutti cosa ne pensano sulla pena di morte: a Toby, a Joy Lucas, a Charlie e a padre Cavanaugh, l'anziano pastore della chiesa che frequentava da ragazzo, che fa chiamare apposta alla Casa Bianca; tutti gli rispondono di essere contrari ma, per non creare un problema politico, Bartlet decide comunque di non concedere la grazia.
- Altri interpreti: Marlee Matlin (Joy Lucas), Noah Emmerich (Bobby Zane), Karl Malden (Padre Thomas Cavanaugh)

## Questioni razziali
- Titolo originale: Celestial Navigation
- Diretto da: Christopher Misiano
- Scritto da: Dee Dee Myers e Lawrence O'Donnell Jr. (soggetto), Aaron Sorkin (sceneggiatura)

### Trama
Il futuro giudice della Corte Suprema Mendoza viene fermato e arrestato per guida in stato di ebbrezza, evento che scatena il panico nell'Ala Ovest e anche incredulità, poiché il giudice è astemio a causa di un gravissimo problema di salute. Toby e Sam partono così alla volta del Connecticut per farlo uscire di prigione. Intanto Josh è invitato a una trasmissione televisiva in cui parla di una giornata tipo alla Casa Bianca, raccontando come si sia gestito il caso del ministro O'Leary, che ha dato del razzista a un membro del partito Repubblicano e di come un banale mal di denti abbia provocato un incidente mediatico con i giornalisti: CJ, a causa di un appuntamento col dentista, fa presiedere l'incontro con la stampa a Josh, che combina un disastro dando una risposta sarcastica a una domanda. Intanto Toby e Sam raggiungono Mendoza e lo liberano, anche se rimane l'amarezza e la rabbia del giudice per essere stato arrestato solo sulla base di un pregiudizio razziale da parte degli agenti di polizia che l'hanno fermato.
- Altri interpreti: Robert David Hall (David Nessler), CCH Pounder (Ministro dello Sviluppo Urbano Deborah O'Leary), Edward James Olmos (Giudice Mendoza)

## Nessun ricatto
- Titolo originale: 20 Hours in L.A.
- Diretto da: Alan Taylor
- Scritto da: Aaron Sorkin

### Trama
Il Presidente e il suo staff si recano a Los Angeles; durante il volo Bartlet fa la conoscenza dell'agente Toscano, assegnata alla scorta di Zoey, e le esprime le sue preoccupazioni per le minacce alla figlia da parte dei suprematisti bianchi. A Los Angeles Josh incontra Ted Marcus, un grosso finanziatore del partito dichiaratamente omosessuale, che pretende l'appoggio del Presidente a una legge che consenta ai gay di entrare nell'esercito. Leo chiede al Vice Presidente di votare a favore del credito di imposta sull'etanolo, cosa a cui il politico è contrario. Al Kiefer, esperto di sondaggi, suggerisce al Presidente di approvare una legge che punisce il rogo della bandiera americana per acquistare i voti degli indecisi, ma Joy Lucas fornisce allo staff delle percentuali diverse. Leo convince il Presidente che Hoynes ha ragione per il voto sul credito di imposta. 
- Altri interpreti: Michael O'Neill (Agente dei Servizi Segreti Ron Butterfield), David Hasselhoff (se stesso), Jay Leno (se stesso), Veronica Webb (se stessa), Marlee Matlin (Joy Lucas), Jorja Fox (Agente Gina Toscano), John De Lancie (Al Kiefer), Bob Balaban (Ted Marcus), Tim Matheson (Vice Presidente Hoynes)

## L'emendamento
- Titolo originale: The White House Pro-Am
- Diretto da: Ken Olin
- Scritto da: Lawrence O'Donnell Jr., Paul Redford e Aaron Sorkin

### Trama
La First Lady intervista un ragazzino, Jeffrey Morgan, che ha messo in piedi un'organizzazione contro lo sfruttamento e la schiavitù dei bambini nel lavoro minorile. Bernard Dahl, direttore della Federal Reserve, muore d'infarto: Bartlet si ritrova a dover nominare un nuovo direttore al più presto per evitare il crollo della Borsa. La signora Bartlet esprime pubblicamente il suo favore per Erlich come successore di Dahl, cosa che mette in imbarazzo l'amministrazione perché al marito quel candidato non piace. Il Presidente parla a Zoey riguardo alle minacce da parte dei suprematisti bianchi, e le chiede di presenziare ad un evento pubblico in programma senza Charlie, che non la prende bene. Sam incontra il deputato Becky Reeseman che presenterà un emendamento contro il lavoro minorile e che rimette in gioco i voti per l'emendamento sull'economia. Sam affronta la signora Bartlet spiegandole che deve usare più cautela su cosa dice e sugli interventi che fa in televisione, cosa che viene ribadita da Bartlet durante un acceso litigio.
- Altri interpreti: Nadia Dajani (Lilli Mays), Brandon Hammond (Jeffrey Morgan), Jorja Fox (Agente Gina Toscano), Amy Aquino (Deputato Becky Reeseman)

## Sei riunioni prima di pranzo
- Titolo originale: Six Meetings Before Lunch
- Diretto da: Clark Johnson
- Scritto da: Aaron Sorkin

### Trama
Mendoza viene eletto alla Corte Suprema; Zoey partecipa ad una festa durante la quale, dopo essersene andata da un po', avviene una retata ed un arresto per spaccio di droga. Sta per uscire un libro in cui si sostiene che i neri statunitensi abbiano diritto a un risarcimento a causa della schiavitù dei loro antenati e di tutto il lavoro che essi hanno svolto senza essere pagati: Josh deve cercare di disinnescare la bufera che ne deriverà parlandone con Jeff Breckenridge, esperto di diritti civili; Mallory litiga con Sam per i buoni scuola, che li considera una cosa inutile. Mandy rompe le scatole a tutti perché venga acquistato un nuovo panda per lo zoo per sostituire quello appena defunto.
- Altri interpreti: Carl Lumbly (Jeff Breckenridge), Jorja Fox (Agente Gina Toscano), Michael O'Neill (Agente dei Servizi Segreti Ron Butterfield), Kenneth Choi (Agente dei Servizi Segreti)

## Un documento compromettente
- Titolo originale: Let Bartlet Be Bartlet
- Diretto da: Laura Innes
- Scritto da: Peter Parnell e Patrick Caddell (soggetto), Aaron Sorkin (sceneggiatura)

### Trama
Due membri della commissione elettorale federale si sono dimessi e l'associazione nazionale governativa ha tagliato i fondi di 200 miliardi di dollari. CJ è in allarme per un "documento" che gira, ma si sa solo che sta girando e non di cosa parla. Mandy le dice che l'ha scritto lei quando lavorava ancora per Russell: il memorandum evidenzia i punti di debolezza dell'attuale amministrazione da sfruttare per contrastare la rielezione di Bartlet. Il Presidente vorrebbe proporre per la commissione federale due candidati vicini, almeno nel pensiero politico, ai Democratici e che appoggino la riforma sul finanziamento elettorale, cosa di per sé non fattibile perché non sarebbe preservata la rappresentanza bipartisan. Toby e Sam incontrano esponenti dello stato maggiore per capire cosa ne pensano sull'ammissione dei gay nell'esercito. CJ scopre che il memorandum è nelle mani di Danny Concannon, che naturalmente deve fare il suo lavoro nei confronti della testata per cui scrive. Leo rinfaccia a Bartlet che il memorandum dice la verità, poiché l'amministrazione non sta affrontando alcun tema importante e si sta rifiutando di combattere battaglie che stanno a cuore all'elettorato.
- Altri interpreti: John Amos (Ammiraglio Percy Fitzwallace)

## Il minimo della pena
- Titolo originale: Mandatory Minimus
- Diretto da: Robert Berlinger
- Scritto da: Aaron Sorkin

### Trama
Bartlet annuncia la nomina di due riformatori, un democratico e un repubblicano, alla commissione elettorale scatenando la reazione dell'opposizione. Lo staff parte a commissionare dei sondaggi per capire cosa ne pensa l'opinione pubblica e chiama Al Kiefer. Mandy viene estromessa dalle riunioni con lo staff a causa del memorandum e sempre a causa del memorandum i rapporti tra CJ e Danny sono molto tesi. Toby deve incontrarsi con il deputato Wyatt, membro della commissione etica con voce in capitolo nella commissione elettorale, oltre che ex moglie di Ziegler. Il Presidente e il suo staff vorrebbero una riforma con cui i tossicodipendenti arrestati per reati minori legati alla droga vadano in terapia, piuttosto che in carcere. Inoltre dibattono anche sul minimo della pena, che nel caso del consumo di cocaina (che ha consumatori prettamente di pelle bianca) è leggermente più basso che nel caso del consumo di crack (che ha utilizzatori soprattutto di colore), quindi è una legge razzista. CJ fa una grave gaffe durante una conferenza stampa: riceve una lavata di capo da Leo e litiga con Danny.
- Altri interpreti: Marlee Matlin (Joy Lucas), John De Lancie (Al Kiefer), Kathleen York (Andrea Wyatt)

## Foto pericolosa
- Titolo originale: Lies, Damn Lies and Statistics
- Diretto da: Don Scardino
- Scritto da: Aaron Sorkin

### Trama
Lo staff della Casa Bianca inizia i sondaggi telefonici per sapere come reagirà l'elettorato alle riforme che Bartlet vorrebbe fare. Leo convoca Haskell, membro della commissione elettorale che desidera proibire i contributi elettorali, cosa non gradita all'amministrazione Bartlet. Laurie si laurea in giurisprudenza, ma a Sam viene vietato di partecipare perché si teme che la sua presenza possa essere strumentalizzata per danneggiare l'amministrazione. CJ tiene ancora a distanza Danny sempre per la questione del memorandum di Mandy, per il quale CJ si sente in colpa e pensa che i colleghi la ritengano incompetente perché lei non ne sapeva niente. Janine, amica di Laurie, organizza un incontro tra Sam e la neo-avvocato, incontro innocente ma che viene immortalato da un fotografo che ovviamente strumentalizza gli scatti: lo staff deve mettersi al lavoro per disinnescare la bomba mediatica; Bartlet rimuove l'ambasciatore della Bulgaria perché ha tenuto una condotta disdicevole e, durante il colloquio con l'uomo, viene fuori che in passato aveva maltrattato Charlie, all'epoca cameriere di un club, perché nero. Il sondaggio rivela che l'indice di gradimento del Presidente è salito di ben 9 punti.
- Altri interpreti: David Huddleston (Senatore Max Lobell), Lisa Edelstein (Laurie Rollins), Marlee Matlin (Joy Lucas), Austin Pendleton (Barry Haskell), Reiko Aylesworth (Janine), Marlee Matlin (Joy Lucas)

## L'attentato
- Titolo originale: What Kind of Day Has It Been?
- Diretto da: Thomas Schlamme
- Scritto da: Aaron Sorkin

### Trama
Bartlet fa un intervento davanti ad una platea di universitari, tra i quali c'è anche la figlia Zoey; l'agente Toscano, all'esterno, individua tra la folla un estremista della supremazia bianca e, all'uscita della famiglia presidenziale, lancia l'allarme. La narrazione fa un passo indietro a 12 ore prima: lo Space Shuttle Columbia, su cui viaggia il fratello di Toby, ha dovuto rimandare l'atterraggio a causa di alcuni contrattempi tecnici. Un F-117 statunitense viene abbattuto nei pressi del territorio iracheno e il Presidente autorizza una missione di recupero. Josh ipotizza un tornaconto politico in caso di recupero positivo del militare e riceve una lavata di capo da Leo. Il recupero ha esito positivo, e Danny litiga ancora con CJ perché lei l'ha usato per depistare la stampa con una notizia falsa in modo da dare tempo al controspionaggio di recuperare il militare. Lo staff parte per Arlington e la narrazione si sposta nel punto in cui è iniziato l'episodio: Bartlet e Zoey escono dall'auditorium: Gina lancia l'allarme mentre risuonano numerosi spari, il Presidente viene portato via mentre si scatena il panico e gli altri membri dello staff cercano di mettersi al riparo aiutati dagli agenti dei servizi segreti. La puntata si conclude con un cliffhanger.
- Altri interpreti: Jorja Fox (Agente Gina Toscano), Michael O'Neill (Agente Ron Butterfield), John Amos (Ammiraglio Percy Fitzwallace), Tim Matheson (Vice Presidente Hoynes)